# Tomisiro
Tomisiro (トミシロ, Tomishiro) est un groupe de compositeurs/remixeurs japonais dont les membres sont Yosuke Kakegawa et Naoyuki Honzawa.

## Audiographie

### Principal
- 2015 : Animator Expo - Power plant no.33[1]
- 3 décembre 2014 : Hōzuki no reitetsu OST[2]
- 2012 : Rinne no Lagrange OST 1 et 2 (co-composé avec Saiko Suzuki)
- 2009 : TAILENDERS
- 24 septembre 2008 : super.modern.artistic.performance du groupe SMAP (piste 1.19)
- 22 février 2006 : Single Twinkle star pour le groupe HALCALI (composition)
- 2004 : Keroro gunsou

### groupe Language
"Language" est un groupe composé des deux membres de TOMISIRO auquel s'ajoute la chanteuse Kaori.

#### album
- 21 novembre 2013 : Lightning Returns: Final Fantasy XIII Original Soundtrack (enregistrement, remixes) [3],[4]
- 21 aout 2013 : Magure[5]
- 23 mars 2011 : Northern Lights（MDR-002）
- 5 aout 2009 : Slower Than Summer（Madoromi Label, MDR-001）

#### single

##### Nagi
Date de sortie : 30 juillet 2014
1. Nagi
2. Free

##### Blue Single
Date de sortie : 25 juin 2014
1. Blue
2. Letters

##### Green Single
Date de sortie : 28 mai 2014
1. Easy
2. Better Days

##### Red Single
Date de sortie : 23 avril 2014
1. Silencia
2. Soft Moment

##### Cosmostate-Club Edit
Date de sortie : 30 mars 2011

##### Cosmostate-DJ TASAKA Remix
Date de sortie : 30 mars 2011

##### Deeply Higher-Toby+T-AK Remix
Date de sortie : 23 mars 2011

### Publicités
- Fujitsu 「ここにも富士通」
- JR East 北陸新幹線開業CM 「人生を冒険しよう」
- IBM 「未来を味わおう」
- New Balance "My Race Movie"
- Microsoft ウルトラテクノロジスト集団 「チームラボ」
- Subaru Forester "FORESTER LIVE"
- NTT Plala (en) Hikari TV 「200時間ぶっ通しでDJプレイができるのか!?」
- Hot stuff corporation  「男性」 「女性」「CM1」
- American Express 「空飛ぶベンチ」
- Gibson/Onkyo/TEAC "Play Record Listen"
- Ministère de l'Environnement japonais "fun to share" プロジェクトCM
- Sanken Electric Co. 企業CM
- Honda "SAFETY MAP"
- Puma paramehico「アイツはオレだ」
- Akagi Nyugyo BLACK 「売上げ」 （2013ACCシルバー賞）
- Akagi Nyugyo BLACK 「じゃない」 （2013ACCブロンズ賞）
- Akagi Nyugyo BLACK 「ガリガリ君の会社」 （2013ACCブロンズ賞）
- Jewelry Kamata 「愛おしい指」
- Chubu Electric Power 「ペーパークラフト」
- Chubu Electric Power 「ピクトグラム / みんなの笑顔を支える」
- AEON BIG 「フランス人」 「インド人」
- Gentousha DRESS 「米倉涼子の"DRESS"な生き方」
- Olympus E5「impression 岩合光昭」 「impression 山岸 伸」Web CM
- Riken vitamin Riken no non-oil 青じそ 「チキンソテー」 「パスタ」